# Hayastani Ankaxowt'yan Gavat' 1992
La Hayastani Ankaxowt'yan Gavat' 1992 (conosciuta anche come Coppa dell'Indipendenza) è stata la prima edizione della Coppa nazionale armena. Il torneo è iniziato il 4 aprile e si è concluso il 28 maggio 1992. Il Banants Abovyan ha vinto la coppa per la prima volta battendo in finale il Homenetmen Yerevan.

## Sedicesimi di finale
Le partite si disputarono tra il 4 e il 6 aprile 1992. Il Shinarar Razdan e l'Artashat Artashat non si presentarono e persero 3-0 a tavolino. Il Malatia Yerevan passò direttamente agli ottavi di finale.
| Squadra 1         | Risultato | Squadra 2            |
| ----------------- | --------- | -------------------- |
| Nairi Yerevan     | 2 - 3 dts | Sunik Kapan          |
| Acin Nor Acin     | 1 - 12    | Ararat Yerevan       |
| Ararat Ararat     | 0 - 6     | Banants Abovyan      |
| Almaz Yerevan     | 0 - 9     | Kilikia Yerevan      |
| Karin Yerevan     | 3 - 2     | Araks Armavia        |
| Shinarar Razdan   | 0 - 3     | Van Yerevan          |
| Artashat Artashat | 0 - 3     | Zvartnots Echmiadzin |
| Debed Alaverdi    | 1 - 7     | Lori Vanadzor        |
| Urmiya Masis      | 1 - 3     | Shirak Gyumri        |
| Kanaz Yerevan     | 5 - 4 dr  | Zoravan Egvard       |
| Mush Carenzavan   | 0 - 7     | HMM-SKIF Yerevan     |
| Alashert Martuni  | 1 - 0     | Koshkagorz Yerevan   |
| Kasakh Ashtarak   | 1 - 3     | Homenetmen Yerevan   |
| Impuls Dilijan    | 2 - 1     | Paacoyagorz Yerevan  |
| Ahtamar Sevan     | 1 - 8     | Kotayk Abovyan       |

## Ottavi di finale
Gli incontri si disputarono tra il 14 e il 16 aprile 1992.
| Squadra 1        | Risultato | Squadra 2            |
| ---------------- | --------- | -------------------- |
| Sunik Kapan      | 0 - 1     | Homenetmen Yerevan   |
| Ararat Yerevan   | 0 - 2     | Banants Abovyan      |
| HMM-SKIF Yerevan | 0 - 1     | Alashert Martuni     |
| Kilikia Yerevan  | 6 - 0     | Malatia Yerevan      |
| Van Yerevan      | 5 - 1     | Karin Yerevan        |
| Lori Vanadzor    | 1 - 2     | Zvartnots Echmiadzin |
| Shirak Gyumri    | 7 - 1     | Kanaz Yerevan        |
| Kotayk Abovyan   | 7 - 0     | Impuls Dilijan       |

## Quarti di finale
Le partite di andata si disputarono il 27 aprile mentre quelle di ritorno il 6 e 7 maggio 1992.
| Squadra 1       | Totale | Squadra 2            | Andata | Ritorno |
| --------------- | ------ | -------------------- | ------ | ------- |
| Kotayk Abovyan  | 2 - 2  | Homenetmen Yerevan   | 1 - 2  | 1 - 0   |
| Banants Abovyan | 3 - 1  | Kilikia Yerevan      | 2 - 1  | 1 - 0   |
| Van Yerevan     | 7 - 1  | Zvartnots Echmiadzin | 2 - 0  | 5 - 1   |
| Shirak Gyumri   | 11 - 2 | Alashert Martuni     | 4 - 0  | 7 - 2   |

## Semifinali
Le partite di andata si disputarono il 18 maggio mentre quelle di ritorno 22 maggio 1992.
| Squadra 1          | Totale | Squadra 2       | Andata | Ritorno |
| ------------------ | ------ | --------------- | ------ | ------- |
| Homenetmen Yerevan | 3 - 2  | Shirak Gyumri   | 3 - 0  | 0 - 2   |
| Van Yerevan        | 2 - 6  | Banants Abovyan | 1 - 4  | 1 - 2   |

## Finale
| Arbitro: | S.Kazaryan |

|                                     |           |  |
| Ara Nigoyan 79’ Ashot Avetisyan 87’ | Marcatori |  |